# Свистун п'ятипалий
Свистун п'ятипалий (Leptodactylus pentadactylus) — вид земноводних з роду Свистун родини Свистуни. Інша назва «димчастий свистун».

## Опис
Загальна довжина досягає 17—18,5 см. Спостерігається статевий диморфізм: самець більший за самицю. Голова велика. Морда дещо загострена. Барабанна перетинка має округлу форму. Тулуб масивний. Шкіра гладенька. Кінцівки протяжні з довгими пальцями. На відміну від інших представників роду їх 5. У самців вони більш опуклі. В останніх також на грудях є два шипи. Забарвлення спини коливається від коричневого до червонувато-коричневого кольору із жовтуватим відтінком. Верхня губа має коричневу облямівку. Черево темно-коричневого або навіть чорного кольору. Привертає увагу красивою червоним забарвленням задньої сторони стегон.

## Спосіб життя
Полюбляє тропічні та субтропічні ліси, низовини. Тримається біля боліт, річок, ставків. Зустрічається на висоті до 1200 м над рівнем моря. Вдень ховається у норах, під колодам, поміж коріння дерев. Лише молоді особини, що не досягти статевої зрілості, пересуваються протягом дня. Дорослий п'ятипалий свистун виходить зі своєї схованки лише вночі. Живиться членистоногими, жабами, особливо полюбляє дереволазів, зміями, ящірками, невеликими птахами, мишами.
З метою власного захисту цей свистун виділяє дуже багато отруйного слизу, який огортає усю амфібію. Внаслідок дотику у людини може з'явитися висип на шкірі, але навіть знаходження поруч з цим свистуном може викликати чхання та набряк очей.
Парування починається у сезон дощів. Самець спочатку видає сильні свистячі звуки. Приманивши самицю, схоплює її пахвовим амплексусом, після чого відбувається парування. Самиця до 1000 яєць відкладає у своєрідне гніздо схоже на збиті білки. Порожнина цього гнізда наскрізна, амфібія сидить у ньому глибоко у воді. Пуголовки з'являються через 2—3 дні.

## Розповсюдження
Мешкає у басейні річки Амазонка (Бразилія, Французька Гвіана, Колумбія, Еквадор, Перу, Болівія).